# 义武军节度使
义武節度使，又称易定節度使，是唐朝在今河北地区设置的節度使，是唐朝遏制河北三镇的桥头堡，黄巢之乱后，开始割据，節度使王处直被后梁封为北平王。

## 张氏世袭
首任节度使张孝忠，奚族人，原为成德节度使李宝臣旧将。建中二年（781年），宝臣之子李惟岳谋袭父位，朝廷不允，李惟岳、田悦等起兵叛乱。唐德宗任命张孝忠为成德军节度使，与朱滔联兵讨伐李惟岳。建中三年（782年）正月，朱滔、张孝忠破李惟岳于束鹿（今河北辛集）。契丹人成德兵马使王武俊倒戈，生擒李惟岳，缢死辕门外，传首京师。唐德宗将成德节度使分割为义武节度使（定州、易州、沧州）和恒冀都团练观察使、深赵都团练观察使，三月任命张孝忠为义武节度使。王武俊欲谋得成德节度使，以功高赏薄，对朝廷不满，又瞧不起张孝忠，暗中与幽州节度使朱滔、淄青节度使李纳相互勾结。是年十一月，朱滔称冀王，李纳称齐王、田悦称魏王、王武俊称赵王。张孝忠、昭义节度使李抱真与朱滔、王武俊对峙，一直到兴元元年（784年），朝廷招降王武俊。贞元二年（786年），沧州归属横海节度使。张孝忠死后，子张茂昭袭位。
元和五年（810年），唐宪宗遣宦官左神策中尉吐突承璀率河东、义武、卢龙、横海、魏博、昭义六镇对成德节度使王承宗进行讨伐，张茂昭率义武军参战。八月，张茂昭举族入朝。朝廷任命任迪简为义武节度使。以张茂昭为河中节度使。之后，义武节度使成为朝廷直接任命的藩镇，抵制河北的割据。多次参加对河北三镇叛乱和昭义节度使刘稹的讨伐。直到黄巢之乱，义武节度使王处存还到长安勤王。

## 王氏割据
黄巢之乱后，王处存投靠李克用，在卢龙节度使和成德节度使的夹缝中生存。唐昭宗乾宁二年（895年），王处存死后，儿子王郜继位。朱温攻打王郜，王郜派叔父王处直迎战，兵败，义武军兵变推王处直为帅，王郜出奔投李克用。王处直投靠朱温。朱温建立后梁后，封王处直为北平王。开平四年（910年），因遭朱温武力威胁，王处直转投李克用之子晋王李存勗，并助其在柏乡之战中击败梁军，王处直复用唐朝天祐年号。天祐十八年（921年），王处直因与李存勗生隙，又联络契丹，被义子王都兵变取代并杀害。王都继续归顺李存勗。后唐天成四年二月（929年），王都勾结契丹起兵，为后唐明宗李嗣源所灭。

## 历代節度使
- 张孝忠（782－791年）
- 张茂昭（791－810年）

- 任迪简（810－816年）
- 浑镐（816年）
- 陈楚（816－822年）
- 柳公济（822－829年）
- 傅毅（829－837年）
- 张璠（837－838年）
- 韓威（838－840年）
- 陈君实（840－843年）
- 李执方（843－845年）
- 卢弘宣（845－847年）
- 韦损（847－848年）
- 李公度（848－854年）
- 郑涯（854－857年）
- 卢简求（857－859年）
- 康承训（859－863年）
- 韦洵（863－866年）
- 侯固（866－873年）
- 崔季康（873－879年）

- 王处存（879－895年）
- 齐克让（885年，未就任）
- 王郜（895－900年）
- 王处直（900－921年）
- 王都（921－929年）
- 李从敏（929－931年）
- 李德珫（931－933年）
- 李从温（933－934年）
- 李周（934－935年）
- 杨光远（935－936年）
- 皇甫遇（936－939年）
- 王廷允（939－942年）
- 马全节（942－944年）
- 王周（944－945年）
- 安审约（945－946年）
- 李殷（946年）
- 孙方谏（947年）
- 耶律忠（947年）
- 孙方谏（947－951年）
- 孙行友（951－961年）
- 昝居润（961－964年）
- 祁廷训（964－977年）
- 孟元喆（977年）

## 辖区
- 定州（治今河北定州市），首府
- 易州（治今河北易县）

### 短期暂领
- 沧州（治今河北沧县）